# Tod Mariens (La Chapelle-Janson)

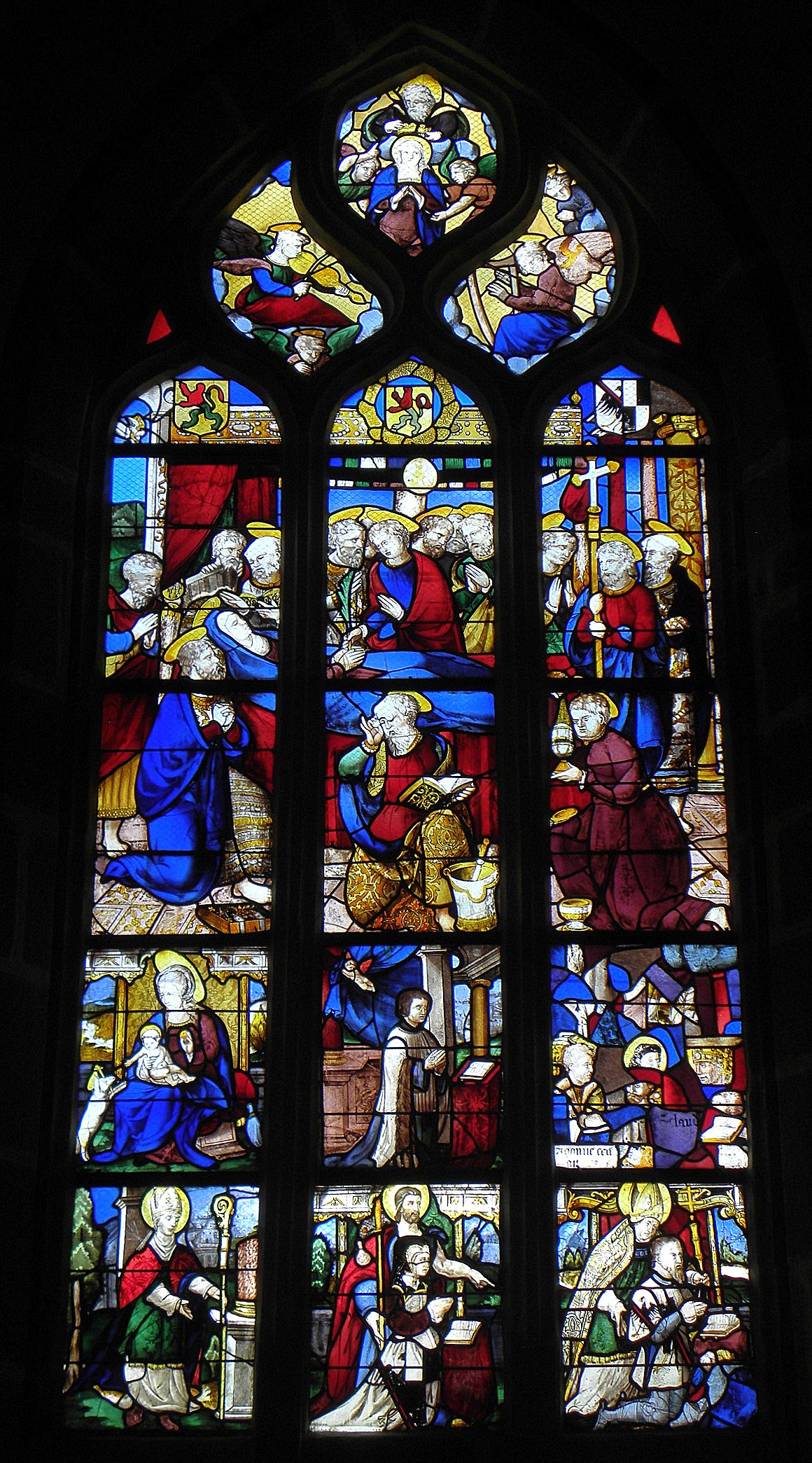
Fenster Tod Mariens in La Chapelle-Janson

Das Fenster Tod Mariens in der katholischen Pfarrkirche St-Lézin in La Chapelle-Janson, einer französischen Gemeinde im Département Ille-et-Vilaine in der Region Bretagne, wurde in den 1550er Jahren geschaffen. Das Bleiglasfenster wurde 1907 als Monument historique in die Liste der denkmalgeschützten Objekte (Base Palissy) in Frankreich aufgenommen.
Das dreigeteilte Fenster im Chor stammt aus einer unbekannten Werkstatt. Es stellt in der Hauptszene den Tod Mariens, umgeben von den zwölf Aposteln, dar. Im Maßwerk ist die Krönung Mariens zu sehen.
Ganz unten sind die Stifter des Fensters, Claude Ferré mit seinem Namenspatron und seine Frau Jacquette de Sévigné mit dem heiligen Jakobus, zu sehen.  
Das Fenster wurde bei der Restaurierung mit Ergänzungen versehen.

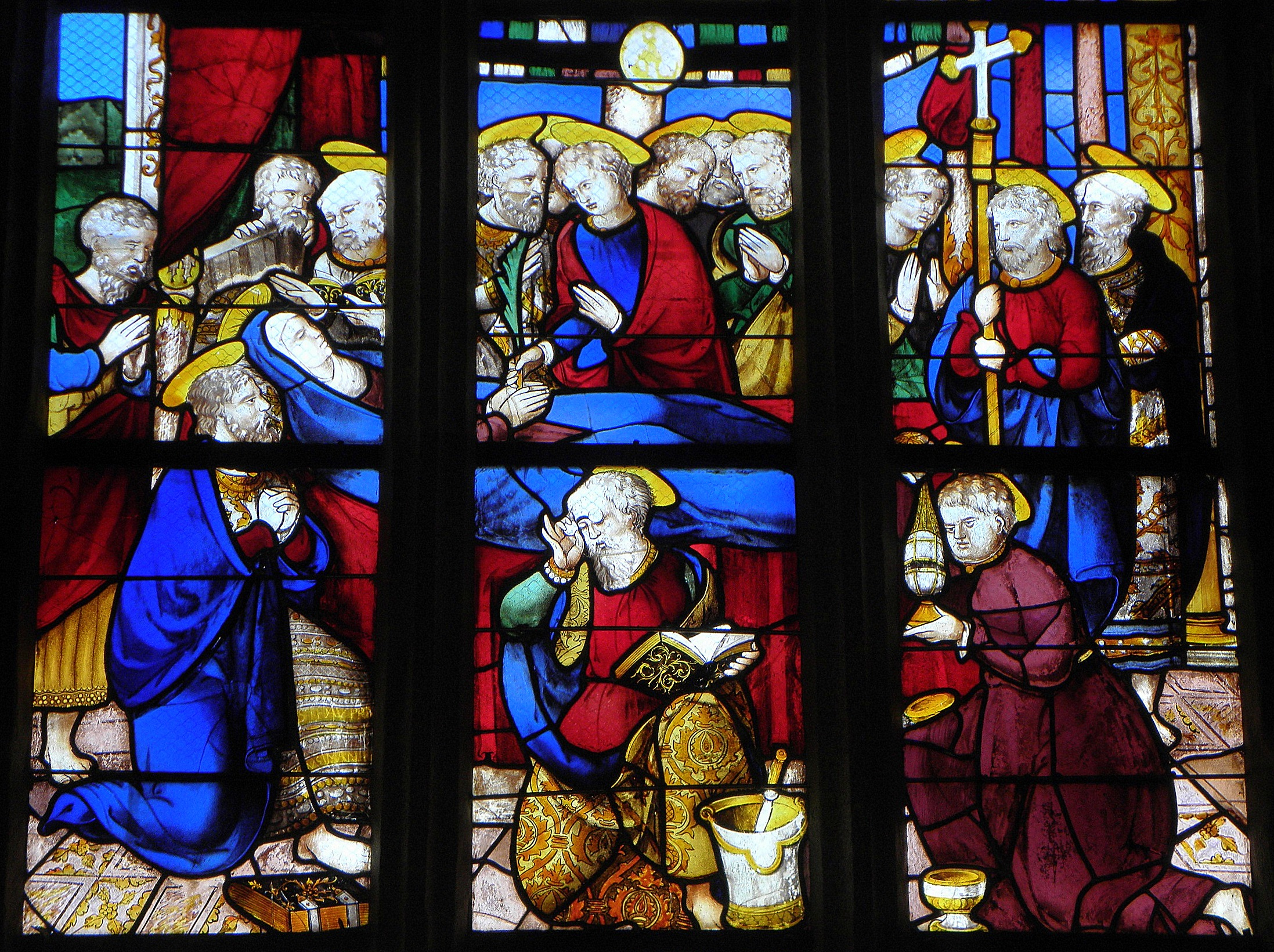
Tod Mariens, umgeben von den Aposteln
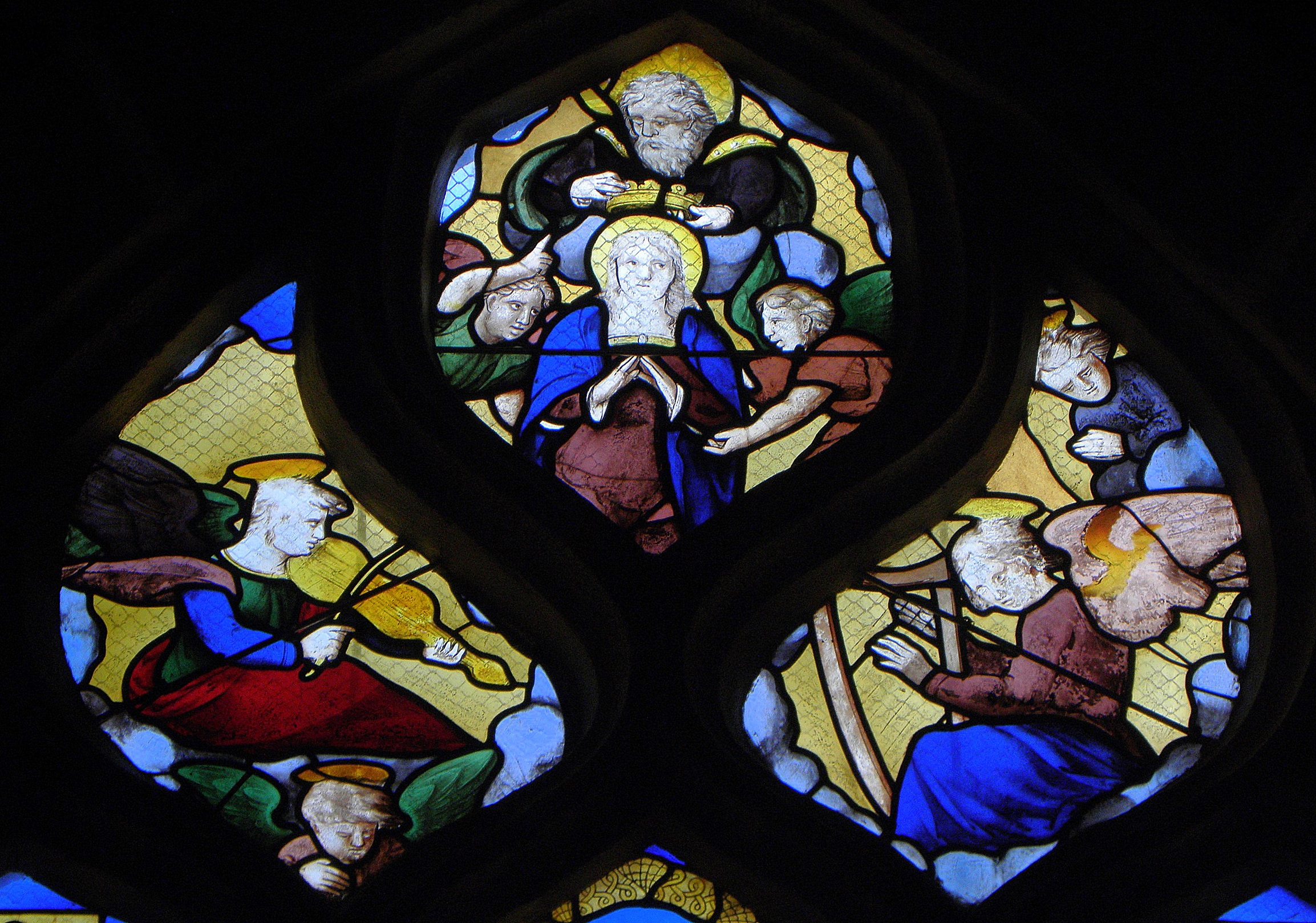
Maßwerk mit der Krönung Mariens
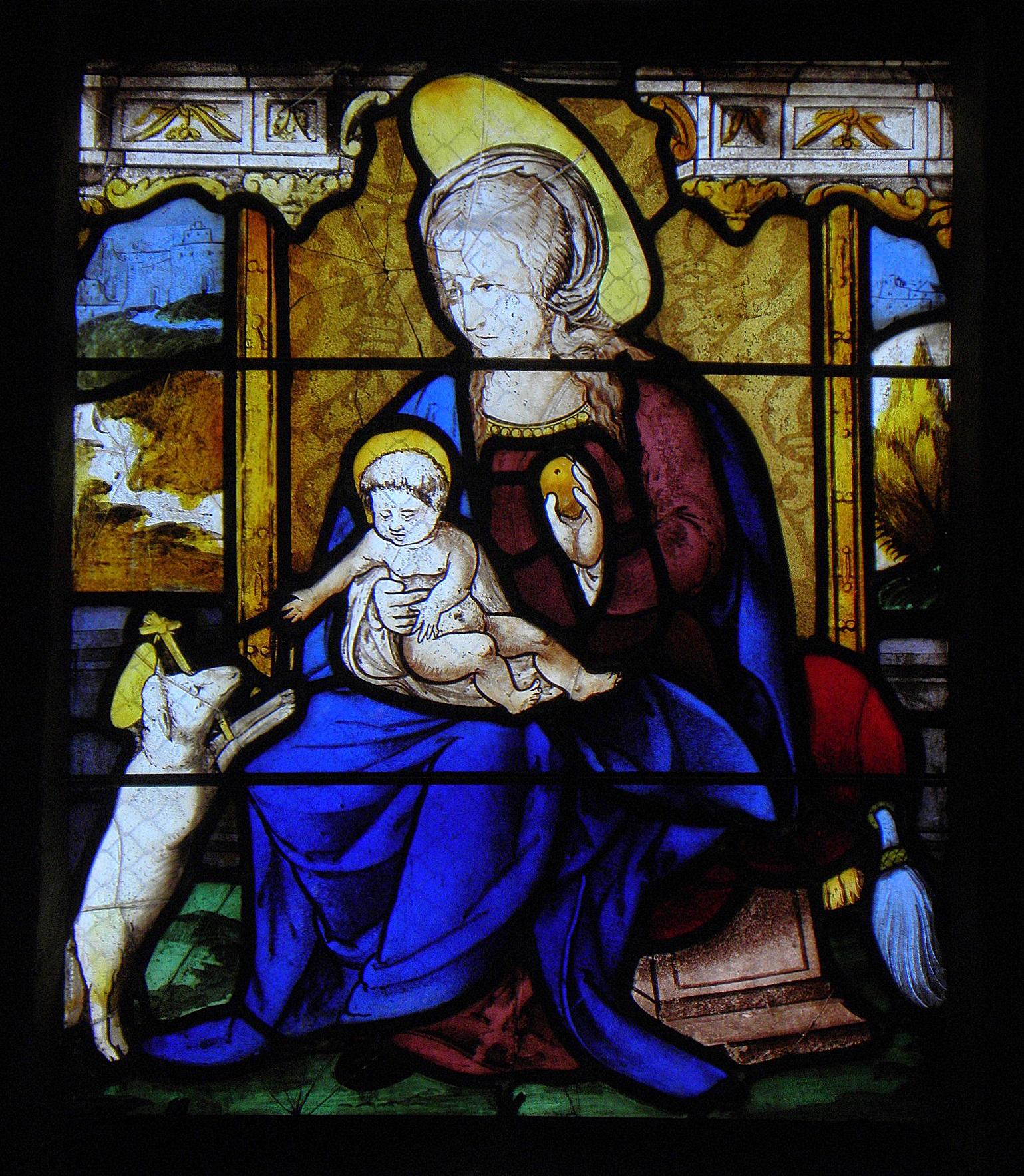
Madonna mit Kind
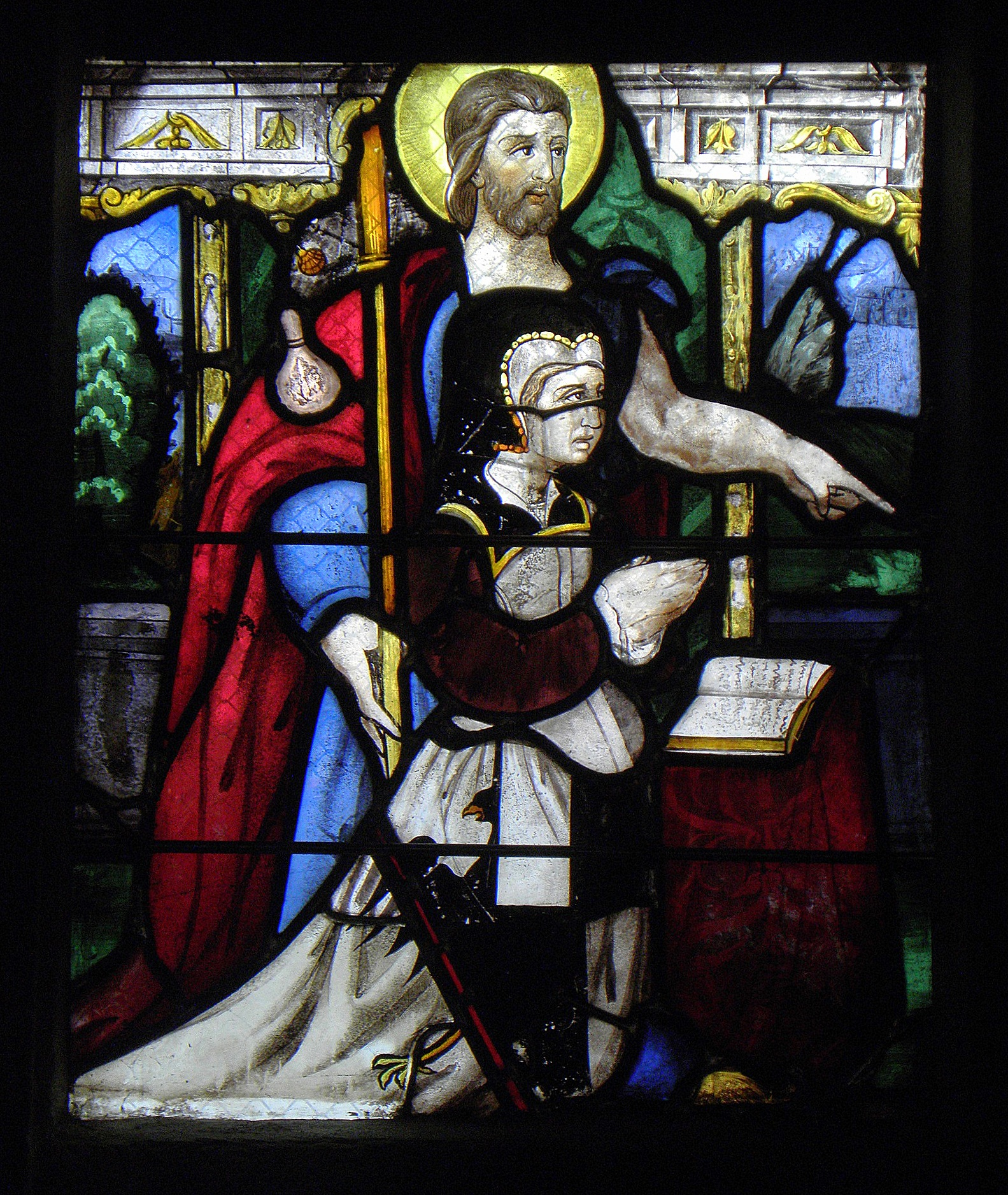
Stifterin Jacquette de Sévigné mit dem heiligen Jakobus
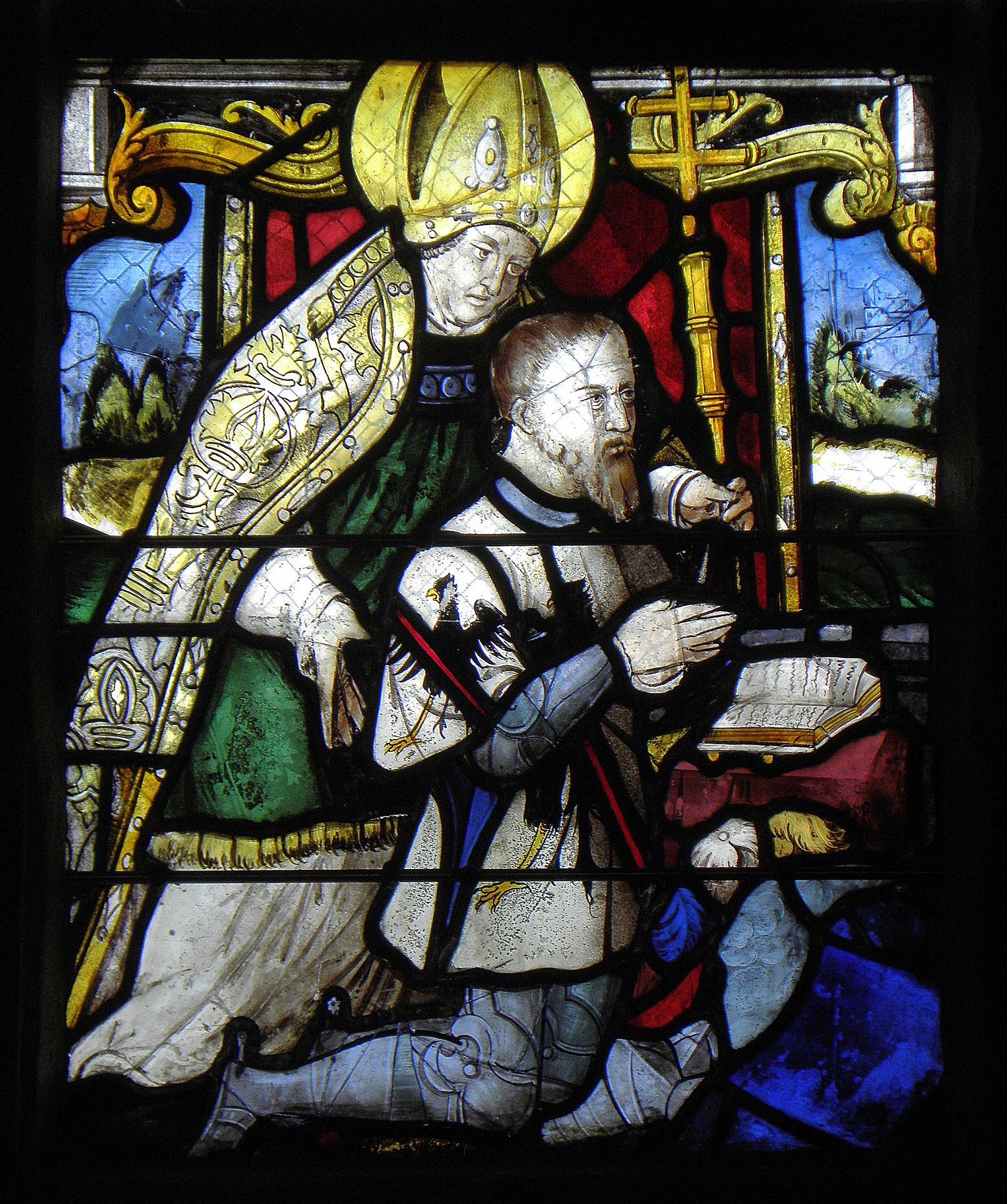
Stifter Claude Ferré mit seinem Namenspatron